# やきなす
やきなすは、ナスの一品種。形は一般的な長なすに似ているが、大きさは3-4倍もある。その名の通り、焼きなすとして食すために開発された品種。

## 概要
新潟市北区（旧豊栄市）のみで栽培されている品種。シーズンは6月から8月。やきなすは、大きいものでは長さ30cm程で皮は薄く、種は小さい。